# Lecane imbricata
Lecane imbricata är en hjuldjursart som beskrevs av Carlin 1939. Lecane imbricata ingår i släktet Lecane och familjen Lecanidae. Inga underarter finns listade i Catalogue of Life.